# Клижан, Мартин
Мартин Клижан (словац. Martin Kližan; родился 11 июля 1989 года в Братиславе, Чехословакия) — словацкий профессиональный теннисист; победитель десяти турниров ATP (из них шесть в одиночном разряде); победитель одного юниорского турнира Большого шлема в одиночном разряде (Открытый чемпионат Франции-2006); финалист двух юниорских турниров Большого шлема в парном разряде (Уимблдон-2006, -2007); бывшая первая ракетка мира в юниорском рейтинге.

## Общая информация
Мартин — один из двух детей Дарины (преподаватель университета) и Милана Клижана (генеральный менеджер электрической компании). Его сестру зовут Наталья (играет в теннис на любительском уровне). Кузен Мартина — Радован Кауфман — спортсмен-паралимпиец, в 2000 году выиграл золотую медаль в велотрековой гонке на Паралимпиаде.
Словак в теннисе с трёх лет. Любимое покрытие — грунт, лучший удар — форхенд.

## Спортивная карьера

### Начало карьеры
Главным достижением в юниорской карьере Клижана стала победа на Открытом чемпионате Франции среди юношей. В финале он обыграл канадца Филипа Бестера. В августе 2007 года Мартин дебютировал в основных соревнованиях ATP-тура на турнире в Вашингтоне, где победив Констаниса Икономидиса вышел во второй раунд. В сентябре в возрасте 18 лет он дебютировал за сборную Словакии в розыгрыше Кубка Дэвиса. Первые титулы на турнирах серии «фьючерс» приходят к нему в 2009 году: дважды в одиночках и три раза в парном разряде. В июле того года, через квалификацию он пробился в основную сетку турнира в Умаге, но проиграл в первом раунде Альберто Мартину.
В 2010 году словак выиграл еще два одиночных «фьючерса». В апреле 2010 года на турнире в Касабланке, пройдя квалификационный отбор в матче первого раунда он обыграл теннисиста из первой сотни Александра Долгополова, а во втором раунде взял один сет из трёх в поединке со Станисласом Вавринкой. В августе Клижану удается попасть на первый для себя взрослый турнир серии Большого шлема. На тот момент он был игроком конца третей сотни мирового рейтинга и в первом раунде Открытого чемпионата США он был разгромлен 24-м в мире на тот момент Хуаном Карлосом Ферреро — 1:6, 3:6, 0:6. В ноябре он одерживает первую победу на «челленджере», выиграв у себя на родине в Братиславе.
За 2011 год он трижды вышел в финал «челленджеров» и один раз (в Генуе) сумел выиграть. После этого успеха Клижан впервые попадает в мировом рейтинге в топ-100.

### 2012—2013

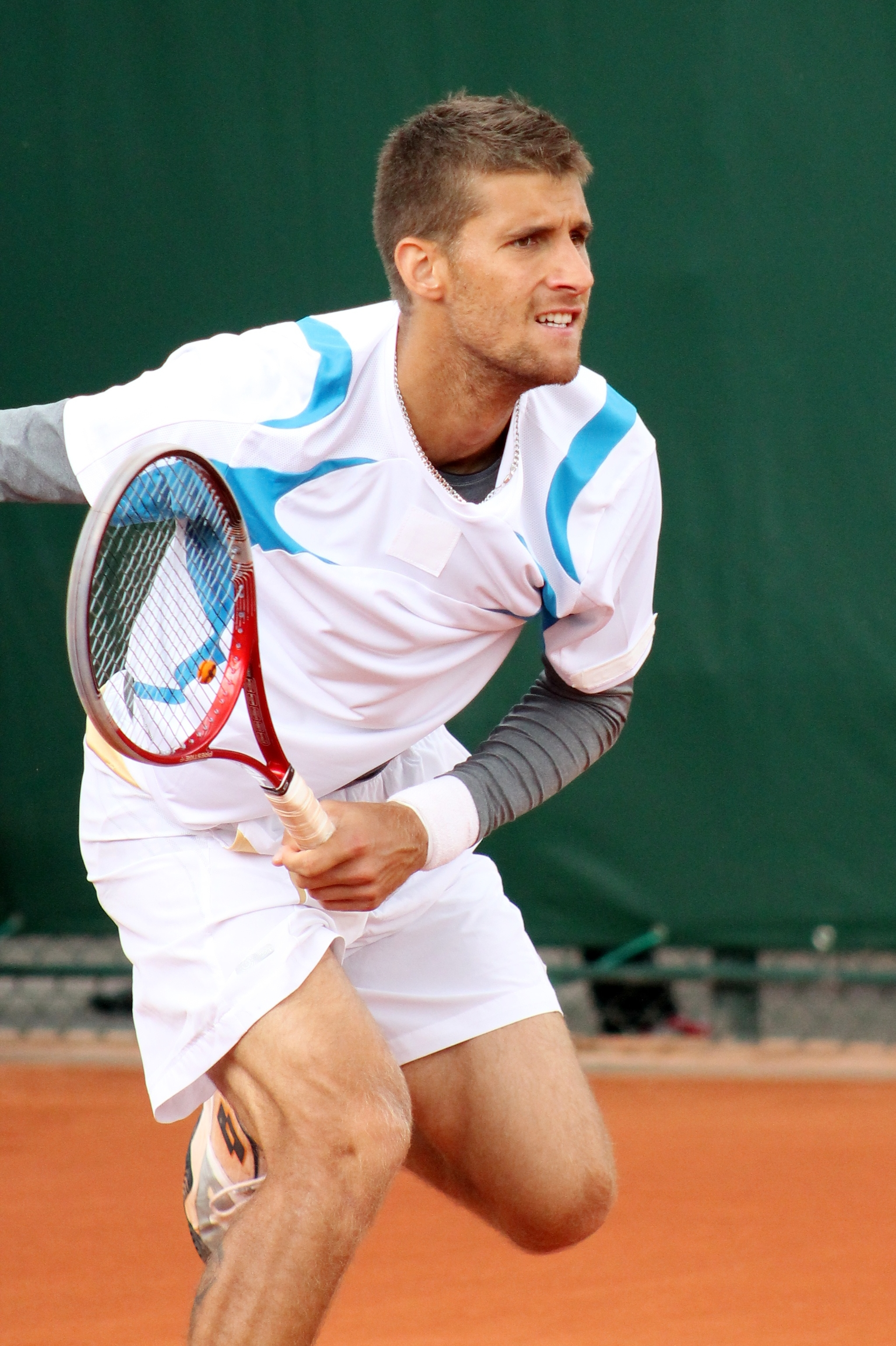
Клижан на Ролан Гаррос-2013

Прорывным для Клижана стал 2012 год. Его успехи в этом сезоне начались с грунтовой части. В марте он выиграл «челленджер» в Рабате, а затем в Марракеше, где он победил и в паре. В мае он побеждает на «челленджере» в Бордо (в одиночке и в паре), а затем выходит во второй раунд на Открытом чемпионате Франции. Такого же результата он добился на дебютном для себя Уимблдонском турнире. В июле он впервые смог выйти в полуфинал на турнире ATP в Кицбюэле. Затем он впервые принял участие в летних Олимпийских играх в Лондоне, но как в одиночном, так и в парном (совместно с Лукашом Лацко) проигрывает в первом же раунде.
В августе Мартин выиграл еще один «челленджер» в Сан-Марино и вошёл уже в топ-50. На Открытом чемпионате США в матче второго раунда Клижан смог обыграть № 6 в мире на тот момент Жо-Вильфрида Тсонгу (6:4, 1:6, 6:1, 6:3). Переиграв затем Жереми Шарди, он впервые вышел в стадию четвёртого раунда, но довольно легко проигрывает там хорвату Марину Чиличу. В сентябре Клижан смог завоевать первый титул ATP. Произошло это на турнире в Санкт-Петербурге. В финале он обыграл итальянца Фабио Фоньини (6:2, 6:3). Сезон словацкий теннисист завершает на 30 месте в рейтинге, поднявшись за год на 87 позиций. Успехи Клижана были отмечены Ассоциацией теннисистов-профессионалов и по итогам сезона 2012 года он получил награду «Новичок года».
На Открытом чемпионате Австралии 2013 года он проигрывает в первом раунде. В феврале Мартин выходит в четвертьфинал турнира в Роттердаме. В апреле он смог дойти до полуфинала в Касабланке. На Открытом чемпионате Франции во втором раунде ему в соперники достался семикратный чемпион Ролан Гарроса Рафаэль Надаль. Клижан проиграл в четырёх сетах (6:4, 3:6, 3:6, 3:6), а Надаль по итогу выиграл восьмой титул. На Уимблдонском турнире серьезный соперник ему достался уже в первом раунде. Им оказался № 6 в мире Томаш Бердых и Клижан уступил в трёх сетах.
В июле на грунтовом турнире в Умаге Мартин выходит в четвертьфинал, а в парном розыгрыше смог победить, выступая совместно с Давидом Марреро. На Открытом чемпионате США он неожиданно очень легко проиграл в первом раунде Дональду Янгу, взяв всего два гейма 1-6 0-6 1-6. После этого вынужден пропустить шесть недель из-за травмы кисти и поэтому не защищал свой прошлогодний титул на турнире в Санкт-Петербурге. Это событие повлияло на общий рейтинг и сезон он закончил во второй сотне, заняв 108-е место.

### 2014—2015

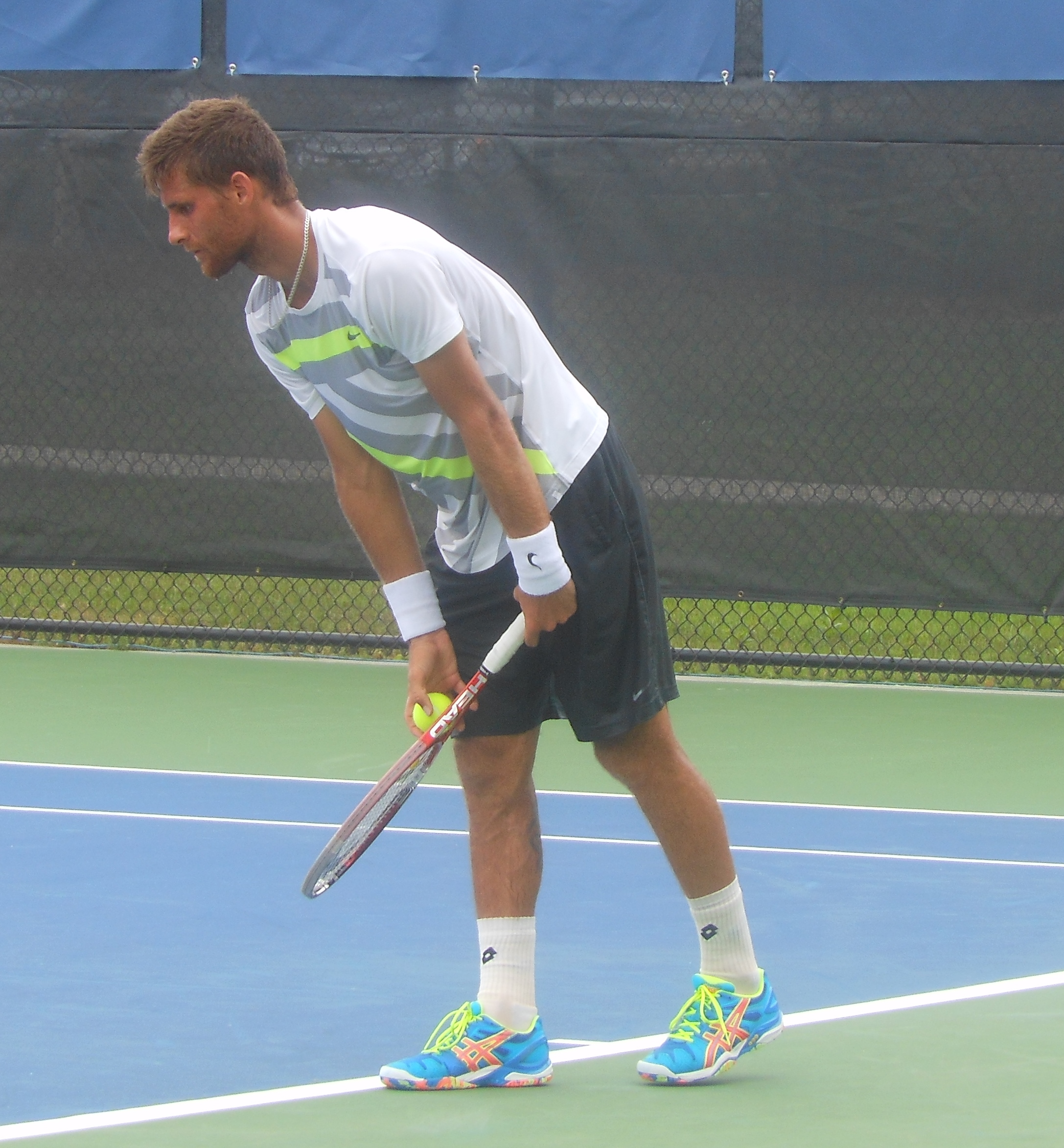
Клижан на турнире в Уинстон-Сейлеме 2014 года

Из-за низкого рейтинга на Открытый чемпионат Австралии Клижану пришлось пробиваться через квалификацию, что ему успешно удалось сделать. Попав в основной сетке на 13- го в мире Джона Изнера, Клижан смог выиграть в матче против него первые два сета, а затем американец отказался от продолжения борьбы. В итоге словак смог выйти в третий раунд, где проиграл французу Стефану Роберу. В феврале в Сан-Паулу он выходит в четвертьфинал. В начале мая на турнире в Мюнхене Клижану удается выиграть чемпионский титул. Из-за рейтинга он начал турнир с квалификации и выиграл в итоге для общей победы 8 матчей подряд. В финале он переиграл итальянца Фабио Фоньини — 2:6, 6:1, 6:2. Этот результат окончательно возвращает Клижана в топ-100. На турнире в Ницце в дуэте с Филиппом Освальдом выигрывает парный титул. На Открытом чемпионате Франции в первом раунде Мартин переиграл теннисиста из первой десятки Кэя Нисикори — 7:6(4), 6:1, 6:2, а в третьем раунде проиграл Марселю Гранольерсу — 7:6(5), 2:6, 6:7(4), 5:7.
В июне 2014 года на травяном турнире в Истборне выходит в четвертьфинал. На Уимблдонском турнире в первом раунде жребий предложил ему в соперники первую ракетку мира на тот момент Рафаэля Надаля и Клижан проиграл — 6:4, 3:6, 3:6, 3:6. На Открытом чемпионате США во втором раунде он проиграл Томашу Бердыху (№ 7 в мире). Осенью на турнире в Пекине он выступает удачно. Попав сюда через квалификацию, он смог обыграть Леонардо Майера, Эрнеста Гулбиса и в четвертьфинале второго в мире Рафаэля Надаля — 6:7(7), 6:4, 6:3. В борьбе за выход в финал он уступил чеху Бердыху. 2014 год Клижан завершает на 34-м месте.
Сезон 2015 года Клижан начал с выхода в четвертьфинал в Брисбене. На Открытом чемпионате Австралии он выбыл на стадии второго раунда. В феврале он сначала вышел в четвертьфинал в Кито, а затем смог выиграть парный титул в Рио-де-Жанейро (в тандеме с Освальдом). В апреле Мартин выигрывает турнир в Касабланке, переиграв в финале Даниэля Химено-Травера — 6:2, 6:2. На турнире в Барселоне он смог выйти в полуфинал. На Открытом чемпионате Франции во втором раунде Клижан уступает Жилю Симону (13-й в мире). На Уимблдоне он проиграл уже в первом раунде испанцу Фернандо Вердаско.
При подготовке к Открытому чемпионату США выступал не стабильно, выбывая на ранних стадиях. На главном же турнире Америки он выбывает во втором раунде, проиграв французскому теннисисту Жереми Шарди. В сентябре Клижан выходит в полуфинал турнира в Меце. Очередной сезон он завершает на 43-м месте в рейтинге.

### 2016—2018

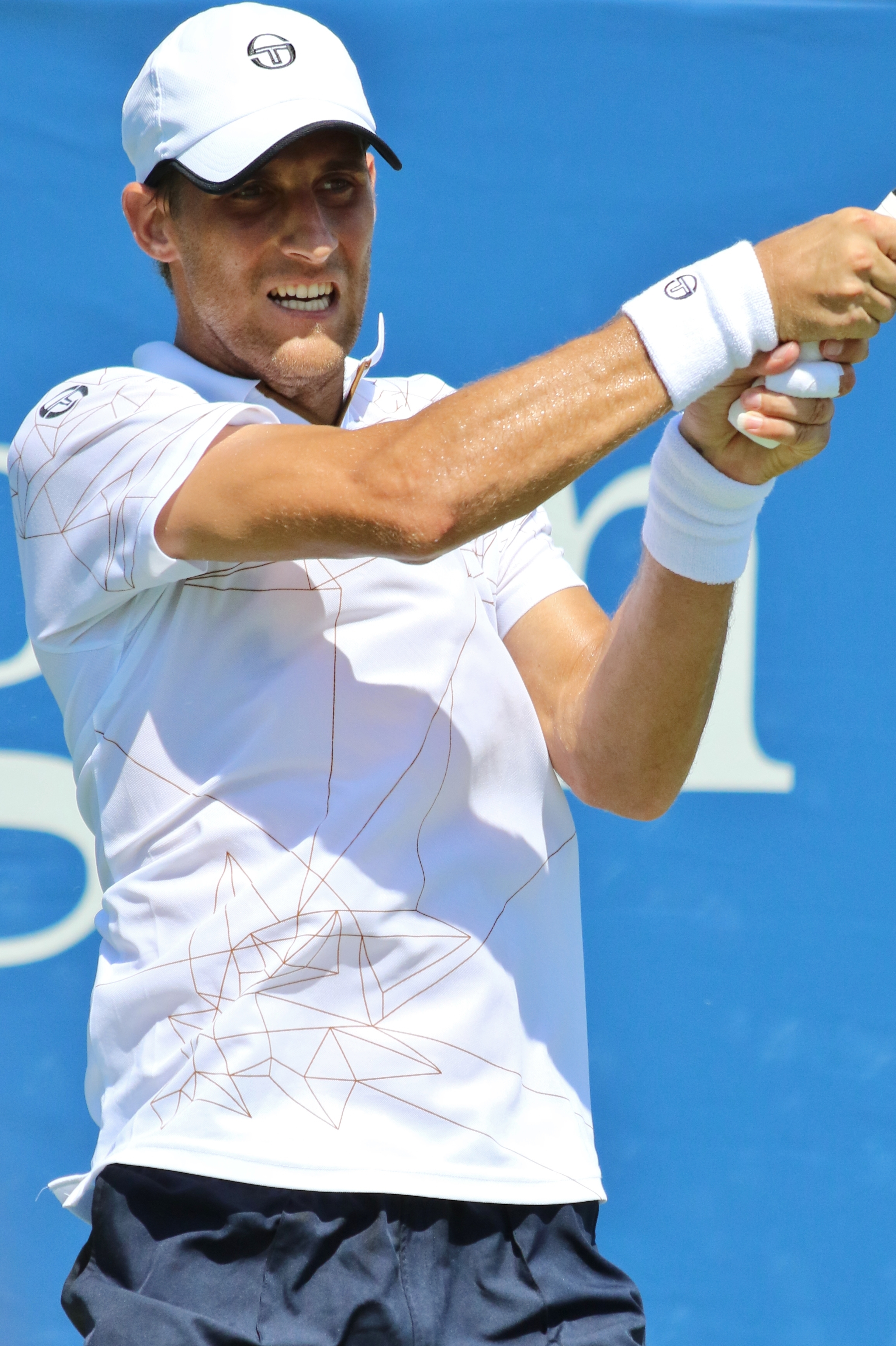
На Открытом чемпионате США 2016 года

Сезон 2016 года Клижан начал не удачно: с трёх поражений, одно из которых пришлось на Открытый чемпионат Австралии. В матче первого раунда он уступил Роберто Баутисте Агуту. В феврале же, напротив, набрал хорошую форму. На новом турнире ATP в Софии Мартин вышел в полуфинал. Затем в Роттердаме он завоевал 4-й одиночный титул в карьере. В финале словак сломил сопротивление Гаэля Монфиса — 6:7(1), 6:3, 6:1. Начиная с марта, Клижан был вынужден пропустить десять недель из-за воспаления левой стопы. Возвращение состоялось в конце мая на Ролан Гаррос, где в первом раунде он не смог доиграть пятый сет против Таро Даниэля из Японии. Успешным для Клижана оказался июль 2016 года. На турнире серии ATP 500 в Гамбурге он выиграл второй титул в сезоне, обыграв в финале Пабло Куэваса. Этот результат позволил войти в топ-30. Также в том месяца Клижан выиграл парный приз турнира в Умаге в партнёрстве с Давидом Марреро из Испании.
2017 год Клижан начал с трёх поражений подряд и первого четвертьфинала в сезоне смог достичь в феврале на турнире в Софии. Затем в 1/4 финала он вышел на турнире в Роттердаме. Потеря рейтинговых очков в этот период отбросила словака за пределы топ-50 одиночного рейтинга. После серии неудачных выступлений весной новые выходы в четвертьфинал пришлись на турниры в Будапеште и Мюнхене, а на Ролан Гаррос Клижан проиграл во втором раунде Энди Маррею. На Уимблдоне он не смог доиграть матч первого круга против Новака Джоковича и выбыл на десять недель из-за травмы левой голени. На корт он вернулся в сентябре, находясь уже за пределами первой сотни рейтинга, и играл на более младших «челленджерах».
В марте 2018 года Клижан выиграл «челленджер» в Индиан-Уэлсе. Из-за низкого рейтинга на турниры основного тура приходилось попадать через квалификацию. В апреле он успешно прошёл отбор на турнир в Барселоне, где обыграл во втором раунде Новака Джоковича в трёх сетах. Далее, победив Фелисиано Лопеса, он вышел в полуфинал на Рафаэля Надаля и проиграл ему в двух сетах. На турнире в Мюнхене, пройдя квалификацию он оформил выход в четвертьфинал. Также через отборочные матчи Клижан попал на Открытый чемпионат Франции, где во втором раунде не смог победить Гаэля Монфиса. В начале августа Клижан выиграл последний титул в карьере. На турнире в Кицбюэле, с учётом квалификации, удалось выиграть семь матчей подряд. Во втором раунде был обыгран № 8 в мире Доминик Тим (6:1, 1:6, 7:5), а в финале Клижан расправился с Денисом Истоминым (6:2, 6:2). Победа в Кицбюэле позволила подняться со 122-го на 77-е место рейтинга. В сентябре на турнире в Санкт-Петербурге Клижан выиграл у Евгения Донского, Фабио Фоньини, Дениса Шаповалова и Стэна Вавринки. В финале он сыграл против Доминика Тима и на этот раз уступил со счётом 3:6, 1:6. По итогам года словак занял 41-е место рейтинга

### 2019—2021 (завершение карьеры)
С 2019 года у Клижана начинался спад. В первой части сезона он только на двух турнирах смог выиграть более одного матча: в феврале на турнире в Софии прошёл в четвертьфинал, а в мае на Открытом чемпионате Франции доиграл до третьего раунда, обыграв во втором раунде Люку Пуя в четырёхчасовом матче, который завершился в пятом сете со счётом 9:7. В июле на Уимблдонском турнире проиграл в первом раунде французу Жереми Шарди в четырёх сетах. После серий поражений к сентябрю Клижан окончательно покинул пределы топ-100 мирового рейтинга.
Клижан продолжал карьеру ещё два сезона. В 2020 году лучшим достижением стал выход в финал «челленджера» в Стамбуле. В 2021 году он пытался выйти на прежний уровень, однако попытки попасть на Большой шлем трижды завершались поражениям в первом квалификационном раунде. После неудачной квалификации на Уимблдон Клижан больше не выступал и вскоре объявил о завершении карьеры.

### 2023—2024
Спустя 2,5 года после завершения карьеры в декабре 2023 года 34-летний Клижан вновь вышел на корт и стал играть на небольших «фьючерсах», выиграв четыре из них весной 2024 года. С лета 2024 года стал играть уже на «челленджерах». В июне в итальянском Сассуоло прошёл квалификацию «челленджера» на грунте и дошёл до полуфинала, где проиграл 146-й ракетке мира Йесперу де Йонгу в трёх сетах. Благодаря этому успеху вернулся в топ-400 мирового рейтинга.

## Рейтинг на конец года
| Год  | Одиночный рейтинг | Парный рейтинг |
| 2023 | —                 | —              |
| 2022 | —                 | —              |
| 2021 | 294               | 1289           |
| 2020 | 151               | —              |
| 2019 | 141               | 714            |
| 2018 | 41                | 245            |
| 2017 | 141               | 334            |
| 2016 | 35                | 219            |
| 2015 | 43                | 101            |
| 2014 | 34                | 218            |
| 2013 | 108               | 106            |
| 2012 | 30                | 124            |
| 2011 | 117               | 261            |
| 2010 | 155               | 223            |
| 2009 | 234               | 265            |
| 2008 | 606               |                |
| 2007 | 395               | 562            |
| 2006 | 1152              | 1661           |
| 2005 |                   | 1683           |

## Выступления на турнирах

### Финалы турнировATPв одиночном разряде (7)

#### Победы (6)
| Легенда                     |
| --------------------------- |
| Турниры Большого шлема (0)* |
| Итоговый турнир ATP (0)     |
| Мастерс (0)                 |
| АТР 500 (2+1)               |
| АТР 250 (4+3)               |

| Титулы по покрытиям | Титулы по месту проведения матчей турнира |
| ------------------- | ----------------------------------------- |
| Хард (2)*           | Зал (2)                                   |
| Грунт (4+4)         | Зал (2)                                   |
| Трава (0)           | Открытый воздух (4+4)                     |
| Ковёр (0)           | Открытый воздух (4+4)                     |

* количество побед в одиночном разряде + количество побед в парном разряде.
| №  | Дата             | Турнир                  | Покрытие   | Соперник в финале     | Счёт           |
| 1. | 23 сентября 2012 | Санкт-Петербург, Россия | Хард (зал) | Фабио Фоньини         | 6-2 6-3        |
| 2. | 4 мая 2014       | Мюнхен, Германия        | Грунт      | Фабио Фоньини         | 2-6 6-1 6-2    |
| 3. | 12 апреля 2015   | Касабланка, Марокко     | Грунт      | Даниэль Химено Травер | 6-2 6-2        |
| 4. | 14 февраля 2016  | Роттердам, Нидерланды   | Хард (зал) | Гаэль Монфис          | 6-7(1) 6-3 6-1 |
| 5. | 17 июля 2016     | Гамбург, Германия       | Грунт      | Пабло Куэвас          | 6-1 6-4        |
| 6. | 4 августа 2018   | Кицбюэль, Австрия       | Грунт      | Денис Истомин         | 6-2 6-2        |

#### Поражение (1)
| №  | Дата             | Турнир                  | Покрытие   | Соперник в финале | Счёт    |
| 1. | 23 сентября 2018 | Санкт-Петербург, Россия | Хард (зал) | Доминик Тим       | 3-6 1-6 |

### Финалы челленджеров и фьючерсов в одиночном разряде (24)

#### Победы (15)
| Условные обозначения |
| Челленджеры (7+4)*   |
| Фьючерсы (8+3)       |

| Титулы по покрытиям | Титулы по месту проведения матчей турнира |
| ------------------- | ----------------------------------------- |
| Хард (4+1)*         | Зал (2+1)                                 |
| Грунт (11+6)        | Зал (2+1)                                 |
| Трава (0)           | Открытый воздух (13+6)                    |
| Ковёр (0)           | Открытый воздух (13+6)                    |

* количество побед в одиночном разряде + количество побед в парном разряде.
| №   | Дата             | Турнир                         | Покрытие   | Соперник в финале           | Счёт           |
| 1.  | 9 августа 2009   | Ступава, Чехия                 | Грунт      | Иржи Сколоудик              | 6-3 6-4        |
| 2.  | 16 августа 2009  | Больцано, Италия               | Грунт      | Филипп Освальд              | 6-3 6-4        |
| 3.  | 30 января 2010   | Касабланка, Марокко            | Грунт      | Альберто Брицци             | 6-7(1) 6-2 6-0 |
| 4.  | 23 октября 2010  | Мешреф, Кувейт                 | Хард       | Михаил Васильев             | 6-1 6-1        |
| 5.  | 21 ноября 2010   | Братислава, Словакия           | Хард (зал) | Штефан Коубек               | 7-6(4) 6-2     |
| 6.  | 11 сентября 2011 | Генуя, Италия                  | Грунт      | Леонардо Майер              | 6-3 6-1        |
| 7.  | 17 марта 2012    | Рабат, Марокко                 | Грунт      | Филиппо Воландри            | 6-2 6-3        |
| 8.  | 24 марта 2012    | Марракеш, Марокко              | Грунт      | Адриан Унгур                | 3-6 6-3 6-0    |
| 9.  | 20 мая 2012      | Бордо, Франция                 | Грунт      | Теймураз Габашвили          | 7-5 6-3        |
| 10. | 12 августа 2012  | Сан-Марино                     | Грунт      | Симоне Болелли              | 6-3 6-1        |
| 11. | 4 марта 2018     | Индиан-Уэлс, США               | Хард       | Дариан Кинг                 | 6-3 6-3        |
| 12. | 24 марта 2024    | Ираклион, Греция               | Хард       | Эдас Бутвилас               | 6-4 6-3        |
| 13. | 21 апреля 2024   | Тельде, Испания                | Грунт      | Диего Агусто Баррето Санчес | 3-6 6-3 7-5    |
| 14. | 12 мая 2024      | Сан-Кугат-дель-Вальес, Испания | Грунт      | Никола Кун                  | 3-6 6-0 6-3    |
| 15. | 19 мая 2024      | Реджо-нель-Эмилия, Италия      | Грунт      | Йелле Селс                  | 6-4 6-4        |

#### Поражения (9)
| №  | Дата            | Турнир               | Покрытие   | Соперник в финале | Счёт              |
| 1. | 6 мая 2007      | Бухарест, Румыния    | Грунт      | Нильс Десейн      | 6-7(3) 6-7(7)     |
| 2. | 16 февраля 2008 | Загреб, Хорватия     | Хард (зал) | Франко Шкугор     | 3-6 2-6           |
| 3. | 7 марта 2009    | Астана, Казахстан    | Хард (зал) | Алексей Кедрюк    | 0-6 6-7(4)        |
| 4. | 14 марта 2009   | Алма-Ата, Казахстан  | Хард (зал) | Марек Семян       | 6-3 6-7(6) 6-7(1) |
| 5. | 17 апреля 2011  | Рим, Италия          | Грунт      | Томас Схорел      | 5-7 6-1 3-6       |
| 6. | 14 августа 2011 | Сан-Марино           | Грунт      | Потито Стараче    | 1-6 0-3 — отказ   |
| 7. | 13 мая 2012     | Прага, Чехия         | Грунт      | Орасио Себальос   | 6-1 4-6 6-7(6)    |
| 8. | 30 марта 2014   | Баранкилья, Колумбия | Грунт      | Пабло Куэвас      | 3-6 1-6           |
| 9. | 25 октября 2020 | Стамбул, Турция      | Хард       | Илья Ивашко       | 1-6 4-6           |

### Финалы турнировATPв парном разряде (4)

#### Победы (4)
| №  | Дата            | Турнир                   | Покрытие | Партнёр        | Соперники в финале                 | Счёт           |
| 1. | 28 июля 2013    | Умаг, Хорватия           | Грунт    | Давид Марреро  | Николас Монро Симон Штадлер        | 6-1 5-7 [10-7] |
| 2. | 24 мая 2014     | Ницца, Франция           | Грунт    | Филипп Освальд | Рохан Бопанна Айсам-уль-Хак Куреши | 6-2 6-0        |
| 3. | 22 февраля 2015 | Рио-де-Жанейро, Бразилия | Грунт    | Филипп Освальд | Пабло Андухар Оливер Марах         | 7-6(3) 6-4     |
| 4. | 24 июля 2016    | Умаг, Хорватия (2)       | Грунт    | Давид Марреро  | Никола Мектич Антонио Шанчич       | 6-4 6-2        |

### Финалы челленджеров и фьючерсов в парном разряде (20)

#### Победы (7)
| №  | Дата           | Турнир                   | Покрытие   | Партнёр                   | Соперники в финале                        | Счёт              |
| 1. | 7 марта 2009   | Астана, Казахстан        | Хард (зал) | Марек Семян               | Андрей Плотный Дмитрий Ситак              | 7-6(5) 7-5        |
| 2. | 24 мая 2009    | Яблонец-над-Нисоу, Чехия | Грунт      | Роман Ебавый              | Роман Вогели Михал Табара                 | 6-4 6-4           |
| 3. | 4 июля 2009    | Болонья, Италия          | Грунт      | Роман Ебавый              | Франческо Альди Федерико Торрези          | 6-3 7-6(6)        |
| 4. | 17 апреля 2011 | Рим, Италия              | Грунт      | Алессандро Мотти          | Вальтер Трузенди Томас Фаббиано           | 7-6(3) 6-4        |
| 5. | 24 марта 2012  | Марракеш, Марокко        | Грунт      | Даниэль Муньос де ла Нава | Федерико Дельбонис Иньиго Сервантес Уэгун | 6-3 1-6 [12-10]   |
| 6. | 20 мая 2012    | Бордо, Франция           | Грунт      | Игорь Зеленай             | Джонатан Маррей Оливье Шарруа             | 7-6(5) 4-6 [10-4] |
| 7. | 1 октября 2017 | Рим, Италия              | Грунт      | Йозеф Ковалик             | Йоран Влиген Сандер Жиль                  | 6-3 7-6(5)        |

#### Поражения (13)
| №   | Дата            | Турнир                 | Покрытие | Партнёр          | Соперники в финале                        | Счёт              |
| 1.  | 10 марта 2007   | Уджда, Марокко         | Грунт    | Марек Семян      | Максимо Гонсалес Дамьян Патриарка         | 6-4 5-7 4-6       |
| 2.  | 13 июня 2009    | Кошице, Словакия       | Грунт    | Доминик Хрбаты   | Сантьяго Вентура Рубен Рамирес Идальго    | 2-6 6-7(5)        |
| 3.  | 6 сентября 2009 | Фройденштадт, Германия | Грунт    | Адиль Шамасдин   | Ян Гайек Душан Карол                      | 6-4 4-6 [5-10]    |
| 4.  | 30 января 2010  | Касабланка, Марокко    | Грунт    | Адам Келлнер     | Альберто Брицци Симоне Ваньоцци           | 3-6 2-6           |
| 5.  | 20 февраля 2010 | Танжер, Марокко        | Грунт    | Владимир Игнатик | Стив Дарси Доминик Мефферт                | 7-5 5-7 [7-10]    |
| 6.  | 21 марта 2010   | Кальтаниссетта, Италия | Грунт    | Владимир Игнатик | Сантьяго Вентура Давид Марреро            | 6-7(3) 4-6        |
| 7.  | 22 августа 2010 | Сальвадор, Бразилия    | Хард     | Владимир Игнатик | Андре Са Франко Феррейро                  | 2-6 4-6           |
| 8.  | 3 июля 2011     | Турин, Италия          | Грунт    | Владимир Игнатик | Филипп Освальд Мартин Фишер               | 3-6 4-6           |
| 9.  | 17 марта 2012   | Рабат, Марокко         | Грунт    | Стефан Робер     | Федерико Дельбонис Иньиго Сервантес Уэгун | 7-6(3) 1-6 [5-10] |
| 10. | 13 мая 2012     | Прага, Чехия           | Грунт    | Игорь Зеленай    | Лукаш Росол Орасио Себальос               | 5-7 6-2 [10-12]   |
| 11. | 31 марта 2018   | Марбелья, Испания      | Грунт    | Йозеф Ковалик    | Гидо Андреосси Ариэль Беар                | 3-6 4-6           |
| 12. | 2 сентября 2018 | Комо, Италия           | Грунт    | Филип Полашек    | Андре Бегеман Дастин Браун                | 6-3 4-6 [5-10]    |
| 13. | 9 сентября 2018 | Генуя, Италия          | Грунт    | Филип Полашек    | Кевин Кравиц Андреас Мис                  | 2-6 6-3 [2-10]    |